# Aechmea pectinata
Espèce
Classification phylogénétique
Synonymes
- Aechmea armata Lindm.
- Aechmea crocophylla (E.Morren) Baker
- Chevaliera crocophylla E.Morren
- Pothuava pectinata (Baker) L.B.Sm. & W.J.Kress

Aechmea pectinata est une espèce de plantes de la famille des Bromeliaceae, endémique de la forêt atlantique (mata atlântica en portugais) au Brésil.

## Synonymes
- Aechmea armata Lindm.[2] ;
- Aechmea crocophylla (E.Morren) Baker[2] ;
- Chevaliera crocophylla E.Morren[2] ;
- Pothuava pectinata (Baker) L.B.Sm. & W.J.Kress[2].